# UB-56号潜艇
陛下之UB-56号艇是德意志帝国海军于第一次世界大战期间建造的其中一艘UB-III型近岸潜艇或称U艇。它由不来梅的威悉船厂承建，于1917年6月6日新船下水，至同年7月19日交付使用。其全长55.85米，水面及水下排水量分别为516吨和646吨，艇载武器则包括五具500毫米鱼雷发射管以及一门88毫米口径甲板炮。
UB-56号的整个服役生涯都是在驻泽布吕赫的佛兰德区舰队度过，并参与了大西洋潜艇战。在四次巡逻期间，该艇累计击沉了4艘协约国或中立国商船，容积总吨为5387吨。1917年12月19日，UB-56号在穿越多佛尔屏障时触雷沉没，艇内37名官兵全数阵亡。

## 设计
UB-56号是不来梅威悉船厂承建的UB-III型首批次（UB-54至UB-59号）的三号艇，由德意志帝国海军潜艇监察局于1916年5月20日向订购，同年9月5日动工，至1917年6月6日下水。其全长55.85米，舷宽5.8米。艇体采用双壳体结构，水面及水下排水量分别为516吨和646吨，浮起时的吃水深度为3.72米。由于无需像UC-II型艇那样提供水雷布设装置，设计工程师对潜艇舷弧进行了优化，增大了司令塔体积，配备两具潜望镜，司令塔与控制室之间增加一道水密舱壁。这些改进显著提高了潜艇的水下机动性和生存力。为了达到更高的航速，UB-56号采用两台科尔庭六缸四冲程530匹公制馬力（390千瓦特）柴油机用于水面运行，以及两台394匹公制馬力（290千瓦特）的西门子-舒克特电动发电机用于水下航行；水面最高航速13.4節（24.8每小時），水下7.8節（14.4每小時）；能够在水面以6節（11每小時）航速续航9,020海里（16,710），或以4節（7.4每小時）连续在水下航行55海里（102）而无需充电。
UB-56号的主武器为五具500毫米艇艏鱼雷发射管，其中艇艏四具采用层叠式布局分居两侧、艇艉一具，并可搭载合共10枚G6型鱼雷。辅助武器则是一门88毫米30倍径速射炮。其标准船员编制为3名军官加31名水兵。

## 服役历史
1917年7月19日，UB-56号在曾先后担任UB-16、UB-37和UC-71号艇长、经验丰富的海军中尉汉斯·瓦伦丁纳的指挥下正式入役，随即展开海试。完成海试后，该艇独力驶往比利时，于9月10日加入驻泽布吕赫的佛兰德区舰队。在三个多月的短暂役期内，UB-56号曾参与大西洋潜艇战，足迹遍及英吉利海峡和北海的霍夫登水域。它执行过四次巡逻，期间累计击沉了4艘协约国或中立国商船，容积总吨为5387吨。1917年12月18日，UB-56号从泽布吕赫出发，前往英吉利海峡西端出口展开作战巡逻，从此再未归航。一天后，即12月19日，该艇在穿越多佛尔屏障时触雷，最终在灰鼻岬附近的50°58′N 01°21′E / 50.967°N 1.350°E处沉没，艇内37名官兵全数阵亡。

## 袭击历史摘要
| 日期           | 船名         | 船籍   | 吨位 | 结局 |
| -------------- | ------------ | ------ | ---- | ---- |
| 1917年11月13日 | 阿特拉斯号   | 英国   | 989  | 击沉 |
| 1917年11月13日 | 阿克斯维尔号 | 英国   | 1442 | 击沉 |
| 1917年11月17日 | 拉伦·门迪号  | 西班牙 | 2183 | 击沉 |
| 1917年11月21日 | 曼恩号       | 法國   | 773  | 击沉 |

## 脚注
1. ↑  Rössler，第65頁.
2. 1 2 3  Helgason, Guðmundur. . German and Austrian U-boats of World War I - Kaiserliche Marine - Uboat.net.   [2014-07-26].
3. 1 2 3 4  Gröner 1991，第25-30頁.
4. 1 2  Helgason, Guðmundur. . German and Austrian U-boats of World War I - Kaiserliche Marine - Uboat.net.   [2015-02-03].
5. ↑  陈进，第239頁.
6. 1 2  Helgason, Guðmundur. . German and Austrian U-boats of World War I - Kaiserliche Marine - Uboat.net.   [2015-02-03].
7. ↑  NARS，第96頁.